# Fenêtre de Champorcher
La Fenêtre de Champorcher (pron. fr. AFI: [fənɛtʁ də ʃɑ̃pɔʁʃe]; detto anche semplicemente col Fenêtre, che significa in francese colle finestra) (2.827 m s.l.m.) è un valico alpino delle Alpi Graie che unisce la valle di Champorcher e la valle di Cogne.

## Descrizione

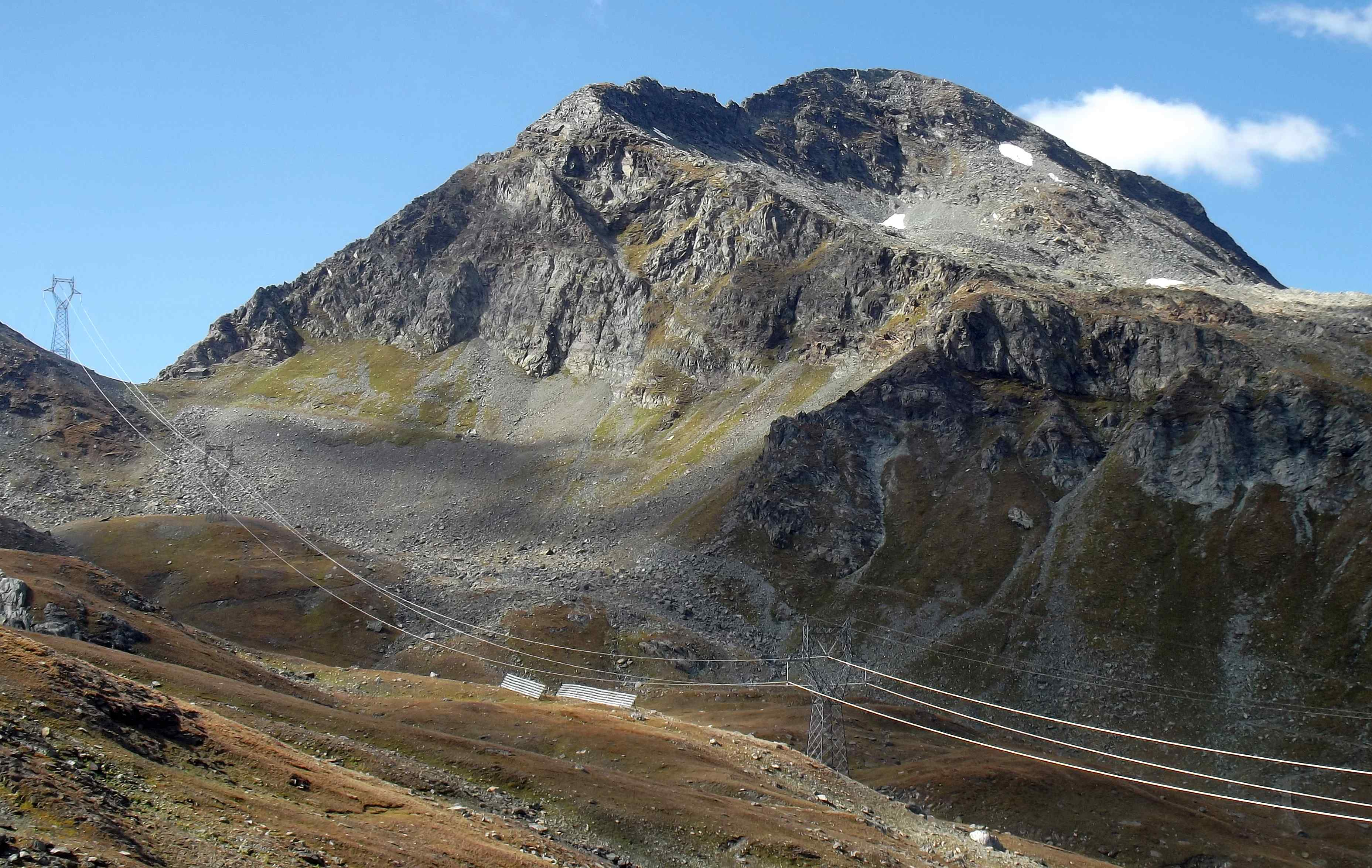
Il colle visto dalla valle di Champorcher (a destra la Torre Ponton).

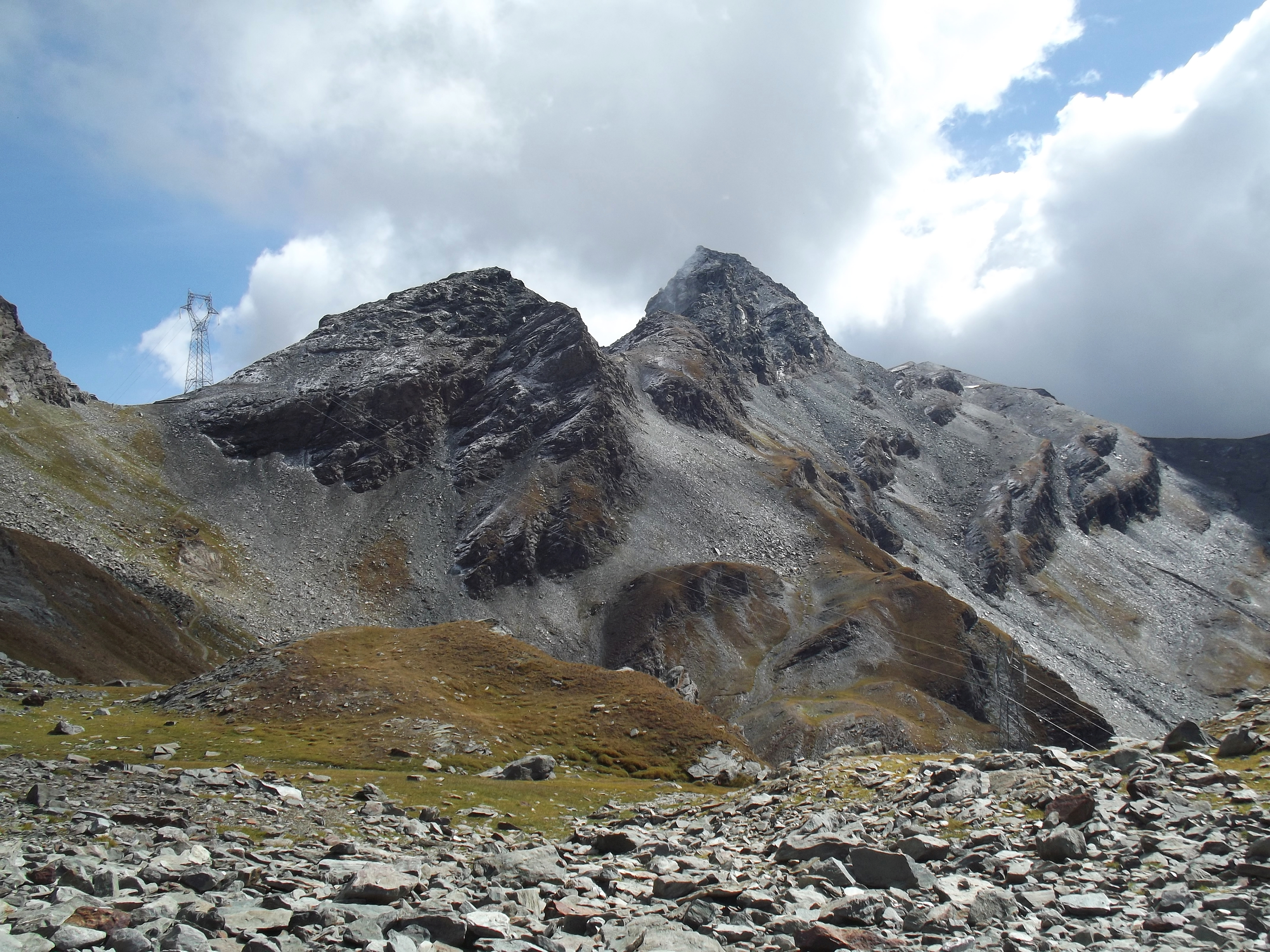
Vista dalla valle di Cogne (a destra il Bec Costazza).

Il colle si apre tra il Bec Costazza e la Torre Ponton. Dal versante di Champorcher la Finestra si trova a monte del lago Misérin ed alla testata della valle; dal versante di Cogne si trova alla testata del vallone dell'Urtier (vallone secondario della valle di Cogne). Dalla finestra ha inizio sul lato Cogne il parco nazionale del Gran Paradiso e su quello verso Champorcher il parco naturale del Mont Avic. Secondo la classificazione orografica SOIUSA il colle separa due dei supergruppi che compongono le Alpi del Gran Paradiso, la Catena Emilius-Tersiva (a nord del colle) dal Gruppo della Rosa dei Banchi (a sud).
Si trova lungo il percorso dell'Alta via della Valle d'Aosta n. 2.
Il colle, oltre che dal sentiero, è attraversato dalla linea elettrica ad alta tensione che trasportava in italia l'energia elettrica prodotta dal reattore nucleare francese Superphenix.